# Playmates (film, 1918)
Pour les articles homonymes, voir Playmates (film, 1941) et Playmate.
Playmates est un film muet américain en noir et blanc réalisé par Charley Chase et sorti en 1918.

## Fiche technique
- Titre : Playmates
- Réalisation : Charley Chase
- Production : Louis Burstein pour King Bee Studios
- Format : muet, noir et blanc
- Genre : Comédie
- Dates de sortie :
  -  États-Unis : 1er juillet 1918

## Distribution
- Billy West
- Oliver Hardy
- Bud Ross
- Fay Holderness
- Ethelyn Gibson
- Ethel Marie Burton
- Myrtle Lind
- Charley Chase